# برج سن-پیوته-لئو
برج سن-پیوته-لئو برجی است که در شهر سن-پیوته-لئو، در نزدیکی بروکسل کشور بلژیک قرار دارد. این برج ۳۰۲ متر ارتفاع دارد.